# Banco Gallego
El Banco Gallego fou un banc espanyol la major part de les oficines del qual es trobaven a Galícia. Es va fundar el 1991 a partir d'altres bancs que es fundaren a finals del segle xix i tenia la seva seu a Santiago de Compostel·la. L'any 2013 tenia 183 sucursals a tot Espanya.
El 17 d'abril de 2013, Banc Sabadell va adquirir el Banco Gallego al FROB. El 28 d'octubre de 2013 va culminar el procés de compra i finalment, entre el 14 i el 16 de març de 2014 es va produir la plena integració de Banco Gallego a Banc Sabadell amb la unificació dels sistemes operatius i tecnològics i el canvi de la marca. Fins al 2015 el banc va operar a Galícia sota la marca SabadellGallego.